# Хажнимахи
Хажнимахи (дарг. ХIяжнимахьи) — село в Акушинском районе Дагестана. Входит в состав сельского поселения «Сельсовет Дубримахинский».

## Географическое положение
Расположено в 3 км к юго-востоку от районного центра села Акуша, на р. Гандара (бассейн р. Акуша).

## Население
| 1939 | 1970 | 1989 | 2002 | 2010 | 2021 |
| ---- | ---- | ---- | ---- | ---- | ---- |
| 128  | ↘65  | ↗88  | ↗118 | ↗143 | ↘130 |